# Lucciana
Lucciana es una comuna francesa situada en la circunscripción departamental de Alta Córcega, en el territorio de la colectividad de Córcega.

## Demografía
| 799 | 1653 | 2507 | 2692 | 3217 | 3794 | 6036 |
| Para los censos de 1962 a 1999 la población legal corresponde a la población sin duplicidades (Fuente: INSEE [Consultar]) |      |      |      |      |      |      |

## Aeropuerto de Bastia-Poretta

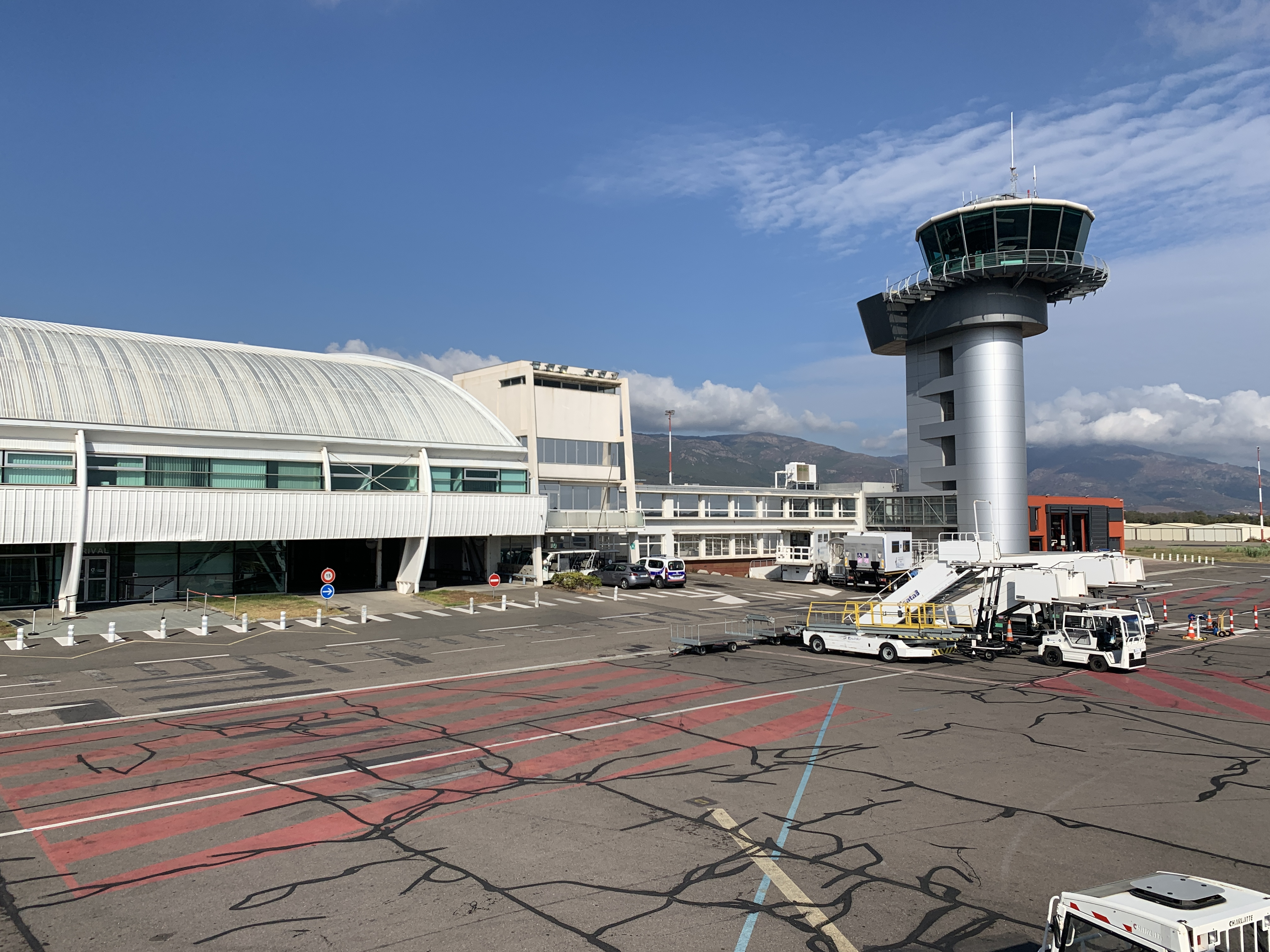
Aeropuerto de Bastia-Poretta

En la localidad está el Aeropuerto de Bastia-Poretta, abierto al tráfico nacional e internacional. Es el segundo aeropuerto de Córcega por número de pasajeros y el decimoquinto de Francia (cifras de 2013). La marca del millón de pasajeros se superó en 2008.
Varias multinacionales rentadoras de automóviles operan en el aeropuerto, como Hertz, Budget, Alamo, Europcar, etc.